# Kaštel Pavla Cipika
Kaštel Pavla Cipika je stara utvrda u Kaštel Novom.
Godine 1512. mletačka vlast dala je dozvolu trogirskom plemiću Pavlu Cipiku, nećaku Koriolana Cipika da sagradi u moru, pored crkve sv. Petra od Klobučca, svoj kaštel i naselje uz njega.
Kaštel je samostalna kula, pravilnog kvadratnog tlocrta,  ima prizemlje i tri kata, na četvrtom se nalazio mašikul. Kako je izgrađen u vremenu kada se počinje upotrebljavati vatreno oružje, na kaštelu su se nalazile puškarnice, i otvori za topove. Na južnom pročelju se nalazi balkon i morska vrata koja su karakteristična za kaštelanske kaštele.
Do kaštela (kule) izgrađeno je naselje koje je bilo opasano bedemima, na uglovima su se nalazile kule. Na ulazu u selo stajao je pokretni most. Selo je naseljeno izbjeglicama iz potkozjačkih sela Špiljana i Žestinja.
Godine 1517. Turci su opljačkali selo, ali u kulu nisu uspjeli ući. Početkom 1524. godine selo teško strada u velikom požaru. Obitelj Cipiko podijelila je svoj posjed na dva dijela, u svakom se nalazilo naselje (utvrđeno selo) s kaštelima. Koriolanov kaštel koji je prije izgrađen nazvan Kaštel Stari, a Pavlov Kaštel Novi.                    
- Maketa kaštela Pavla Cipika: pogled s kopna
- Maketa kaštela Pavla Cipika: pogled s mora